# بژوزوف ستاره
بژوزوف ستاره (به لهستانی:  Brzozów Stary) یک روستا در لهستان است که در گمینا ایووو واقع شده‌است.